# Bommeria hispida
Bommeria hispida är en kantbräkenväxtart som först beskrevs av Oskar Kuhn, och fick sitt nu gällande namn av Lucien Marcus Underwood. Bommeria hispida ingår i släktet Bommeria och familjen Pteridaceae. Inga underarter finns listade.